# Museu do Voo

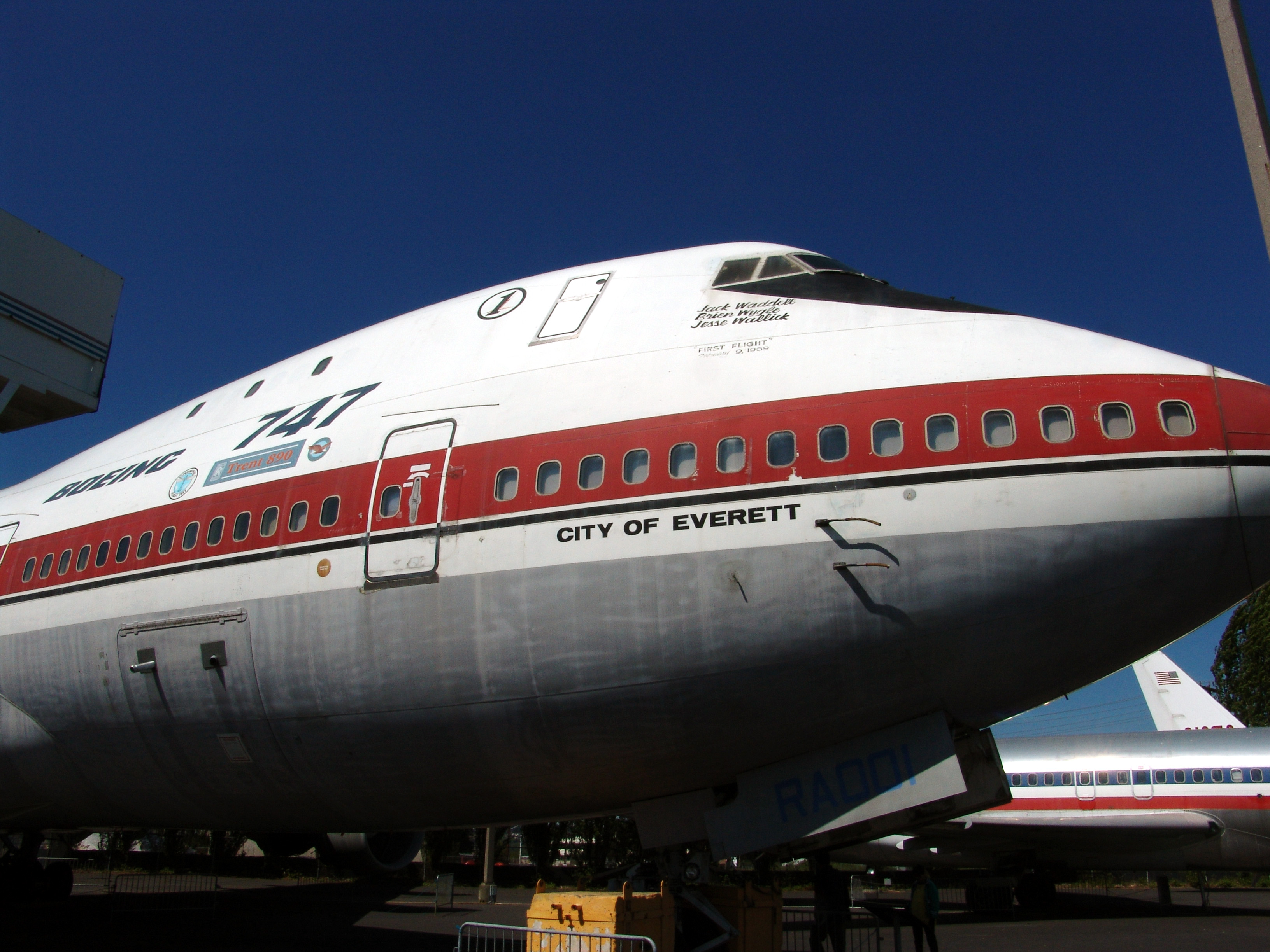
A aeronave City of Everett, que foi o primeiro Boeing 747 a voar por uma companhia aérea.

O Museu do Voo (Museum Of Flight) é um museu privado de aeronaves e espaçonaves num aeroporto pertencente à fabricante de aeronaves Boeing, ao sul do centro de Seattle. Foi fundado em 1965 e é membro da American Association of Museums. Como o maior museu aeroespacial privado do mundo, tem o maior programa educativo de jardim de infância do mundo. Em 2006 o programa serviu por volta de 120.000 estudantes pelos seus programas dentro do museu (Dois centros de aprendizado e um acampamento de verão (ACE)), e outros programas que viajam entre os estados de Washington e Oregon. O museu tem em torno de 80 aeronaves, entre elas:
- City of Everett, o primeiro Boeing 747 a voar por uma companhia aérea. Sua matrícula (número identificador) é N7470, e foi renomeado depois em Everett. Seu primeiro voo foi em 9 de Fevereiro de 1969;
- O primeiro jato presidencial, o C-137 Stratoliner, com a matrícula VC-137B, que teve vida útil de 37 anos (1959 a 1996);
- O Concorde, da British Airways número 214, matrícula G-BOAG, o único Concorde a oeste dos Apalaches;
- Um Caproni Ca.20, o primeiro caça, da Primeira Guerra Mundial
- Lockheed D-21;
- The second Lockheed Martin/Boeing DarkStar Tier III;
- O Gossamer Albatross II, aeronave movida a força humana;
- Um dos cinco Aerocarros, automóveis com motore e turbinas destacáveis;
- Um LearAvia Lear Fan;
- Um dos dois que ainda voam da série Douglas DC-2;
- O único Boeing 80A existente, voado por Bob Reeve, no Alasca.
- O primeiro 727 fabrica pela Boeing, aposentado desde 1991 e que pertenceu a United Airlines. Seu número identificador é o N7001U e teve 64.495 horas de voo.[2]